# Confederación Sudamericana de Natación
La Confederación Sudamericana de Natación (CONSANAT), en portugués Confederação Sul-Americana de Natação, es la confederación de asociaciones nacionales de natación en América del Sur. Supervisa las competiciones internacionales acuáticas entre los países sudamericanos. Está afiliada a la Unión Americana de Natación (UANA), y se compone por 12 miembros afiliados a la Federación Internacional de Natación (FINA). La CONSANAT organiza los campeonatos sudamericanos de las disciplinas deportivas regidas por la FINA y es la encargada de homologar todas sus marcas a nivel sudamericano.

## Historia
La CONSANAT se formó el 16 de marzo de 1929 en Santiago de Chile luego de una reunión en la que estuvieron presentes las federaciones y asociaciones de natación suramericanas reconocidas la FINA, siendo solamente Chile, Perú, Argentina y Uruguay las afiliadas en ese momento. Los delegados que conformaron la confederación suramericana de natación fueron Camilo Romero y Spencer Le May por Chile; Guillermo Thomberry, Federico León y Eduardo Fry por Perú; Jack L. Soam y Sotero Vásquez por Argentina y Francisco J. Beade más Paul Larrascq por Uruguay. Spencer Le May de Chile fue elegidos como primer presidente y dirigió la CONSANAT desde 1929 hasta 1934. Su sede actual se encuentra actualmente en Río de Janeiro, Brasil.

## Presidentes
|     | Nombre                        | Nacionalidad | Periodo   |
| --- | ----------------------------- | ------------ | --------- |
| 1.  | Spencer Le May                | Chile        | 1929-1934 |
| 2.  | Mario Negri                   | Argentina    | 1934-1949 |
| 3.  | Rivadavia Correa Meyer        | Brasil       | 1949-1956 |
| 4.  | Germán Boisset Ortega         | Chile        | 1956-1966 |
| 5.  | Sebastián Salinas Abril       | Perú         | 1966-1972 |
| 6.  | Rubén Dinard De Araujo        | Brasil       | 1972-1976 |
| 7.  | Julio César Maglione          | Uruguay      | 1976-1978 |
| 8.  | Luis Chiriboga Parra          | Ecuador      | 1978-1980 |
| 9.  | Emilio Horacio Aguado         | Argentina    | 1982-1986 |
| 10. | Francisco Luis Velásquez      | Colombia     | 1986-1990 |
| 11. | José Máximo Grimolizzi        | Argentina    | 1990-1994 |
| 12. | Ruben Marcio Dinard           | Brasil       | 1994-1998 |
| 13. | Jaime Cárdenas Gutiérrez      | Colombia     | 1998-2006 |
| 14. | Coaracy Nunes Filho           | Brasil       | 2006-2010 |
| 15. | Francisco Javier López Chaves | Colombia     | 2010-2014 |

## Comisiones[6]
| Comisión                              | Presidente           |
| ------------------------------------- | -------------------- |
| Comisión Técnica de Natación          | Rodney Finizola      |
| Comisión Técnica de Clavados          | Jaime Cárdenas       |
| Comisión Técnica de Polo Acuático     | Mónica Brochero      |
| Comisión Técnica de Nado Sincronizado | Ana María Lobo       |
| Comisión Técnica de Aguas Abiertas    | Fernando Terrilli    |
| Comisión Técnica de Natación Master   | Carlos Roberto Silva |
| Comisión de Juzgamiento               | Joel Ugarte          |
| Comisión de Estatuto y Reglamento     | Bernardo Manzano     |
| Comisión Médica                       | Edgar Iván Ortiz     |

## Federaciones Afiliadas
Doce son las asociaciones nacionales de natación pertenecientes a la CONSANAT, representando a todos los estados independientes de Sudamérica.

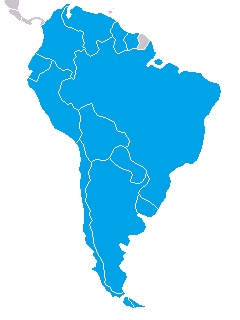
Mapa de países afiliados.

| N.º | País      | Federación                                    | Página web |
| --- | --------- | --------------------------------------------- | ---------- |
| 1   | Argentina | Confederación Argentina de Deportes Acuáticos |            |
| 2   | Bolivia   | Federación Boliviana de Natación              |            |
| 3   | Brasil    | Confederación Brasileña de Deportes Acuáticos |            |
| 4   | Chile     | Federación Chilena de Deportes Acuáticos      |            |
| 5   | Colombia  | Federación Colombiana de Natación             |            |
| 6   | Ecuador   | Federación Ecuatoriana de Natación            |            |
| 7   | Guyana    | Guyana Amateur Swimming Association           |            |
| 8   | Paraguay  | Federación Paraguaya de Natación              |            |
| 9   | Perú      | Federación Deportiva Peruana de Natación      |            |
| 10  | Surinam   | Surinaamse Zwem Bond                          |            |
| 11  | Uruguay   | Federación Uruguaya de Natación               |            |
| 12  | Venezuela | Federación Venezolana de Deportes Acuáticos   |            |

## Competiciones
La CONSANAT organiza los siguientes campeonatos de deportes acuáticos en Sudamérica:
| Torneo                                                | Última edición         |
| ----------------------------------------------------- | ---------------------- |
| Campeonato Sudamericano de Natación                   | XLIII Asunción 2016    |
| Campeonato Sudamericano de Natación Juvenil           | Santiago de Chile 2013 |
| Campeonato Sudamericano de Natación en Aguas Abiertas |                        |
| Campeonato Sudamericano de Natación Master            | Medellín 2015          |